# Codi enfilat
En ciències de la computació, el terme  codi enfilat  es refereix a una tècnica d'implementació del compilador on el codi generat té una forma que essencialment consisteix enterament en crides a subrutines. El codi pot ser processat per un intèrpret, o simplement pot ser una seqüència d'instruccions de crides a codi màquina.
Un dels principals avantatges del codi enfilat és que és molt compacte, comparat al codi generat per tècniques alternatives de generació del codi i de convenció de crides. Aquest avantatge usualment ve a costa d'una velocitat d'execució lleugerament més lenta (usualment amb prou feines una sola instrucció de màquina). No obstant això, de vegades hi ha un efecte sinergètic - de vegades un codi més compacte és més petit i significativament més ràpid que el codi no enfilat. Un programa suficientment petit per cabre enterament en la memòria d'accés aleatori pot córrer més ràpid que un programa menys compacte en l'espai d'intercanvi que requereix un constant accés mecànic de la unitat de disc, encara que pateixi de la sobrecàrrega en la interpretació del codi enfilat. Similarment, un programa prou petit per cabre enterament a la memòria cau del processador de l'ordinador pot córrer més ràpid que un programa menys compacte que sofreixi falles de caché constants.